# استان گلستان
استان گُلِستان از استان‌های شمالی ایران است. این استان بخشی از استان مازندران بود که در سال ۱۳۷۶ به صورت استانی مستقل به نام گلستان درآمد و گرگان بعنوان مرکز آن برگزیده شد. بزرگ‌ترین و پرجمعیت‌ترین شهر آن گرگان است.
استان گلستان به‌دلیل تنوع بالای قومی، مذهبی و دینی به عنوان نگارستان ایران شناخته می‌شود. اقوام ساکن استان شامل : ترکمن ها ، مازندرانی ها ، سیستانی ها، بلوچ ها، کرد ها و آذری ها هستند. صنعت کشاورزی این استان بسیار قوی است به طوری که به تنهایی ۵۰٪ پنبه کشور و ۴۰٪ دانه‌های روغنی کشور و ۱۰٪ گندم کشور را تولید می‌کند.

## نام
گلستان نام جدیدی برای یک سرزمین تاریخی است که در طول تاریخ و تا سده هفتم هجری به نام ایالت گرگان و از آن پس تا آغاز سده دهم به نام استرآباد و در نوشته‌های دوران اولیه اسلامی به نام (جرجان) و از اسفند ۱۳۱۶ گرگان نامیده شده است. این استان تا سال ۱۳۷۶ بخشی از استان مازندران بود، اما در آن سال به صورت استانی مستقل به نام استان گلستان درآمد و شهرستان گرگان به عنوان مرکز آن برگزیده شد. بیشتر شهرهای کنونی استان گلستان از قدمت چندانی برخوردار نیستند و از بزرگ‌شدن روستاها به وجود آمده‌اند و به عبارتی روستاشهر به‌شمار می‌آیند. با این همه، شهرهای رامیان مینودشت ؛گرگان و گنبدکاووس و گمیش تپه ریشهٔ تاریخی دارند. روستاهای استان گلستان به صورت متمرکز و نزدیک به هم هستند. این روستاها در راستای جاده‌ها و رودها به صورت طولی و در بخش‌های کوهستانی به صورت پلکانی هستند.

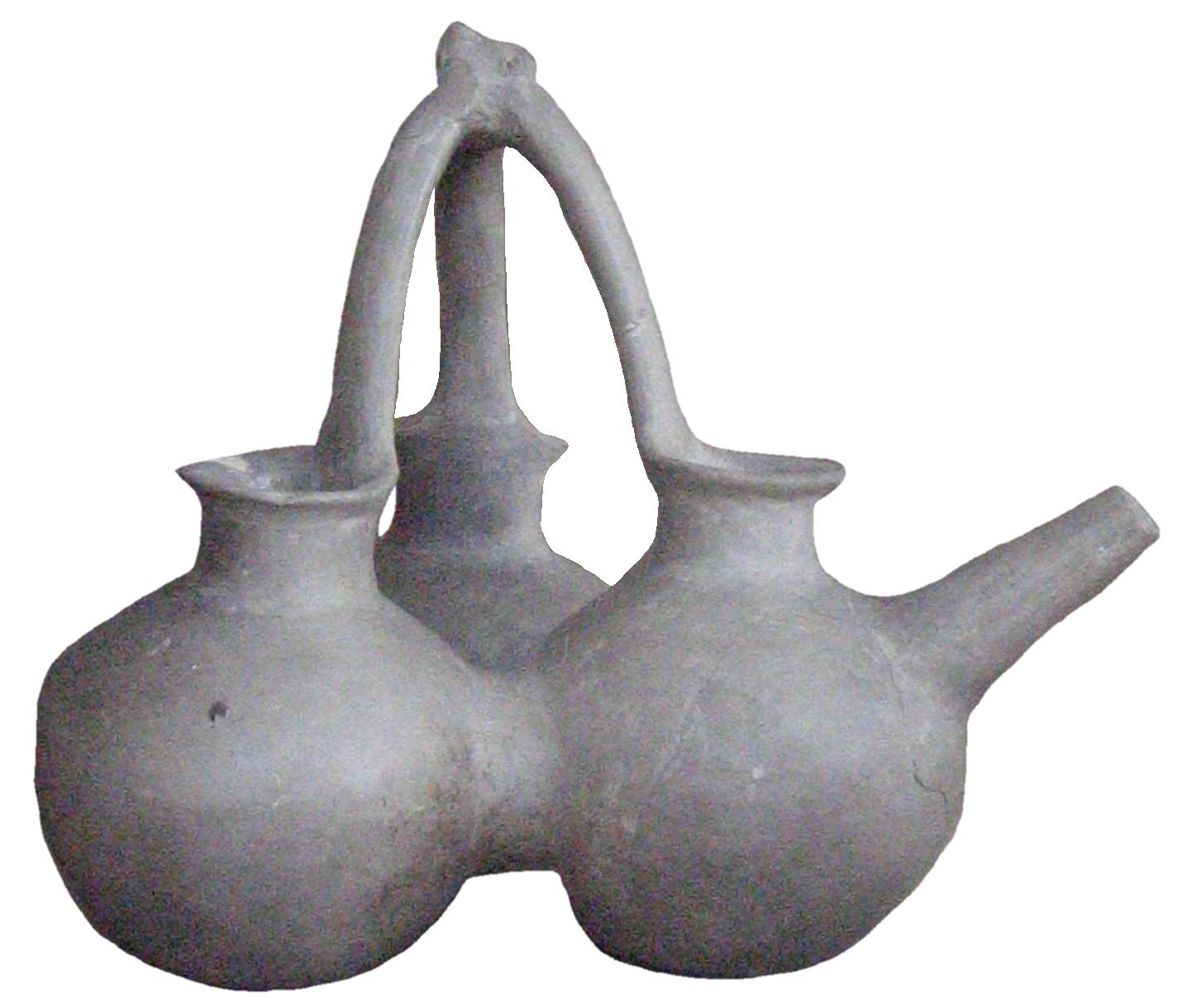
از یافته‌های مربوط به سدهٔ دوم پیش از میلاد در شاه‌تپه گرگان.

## پیشینه تاریخی

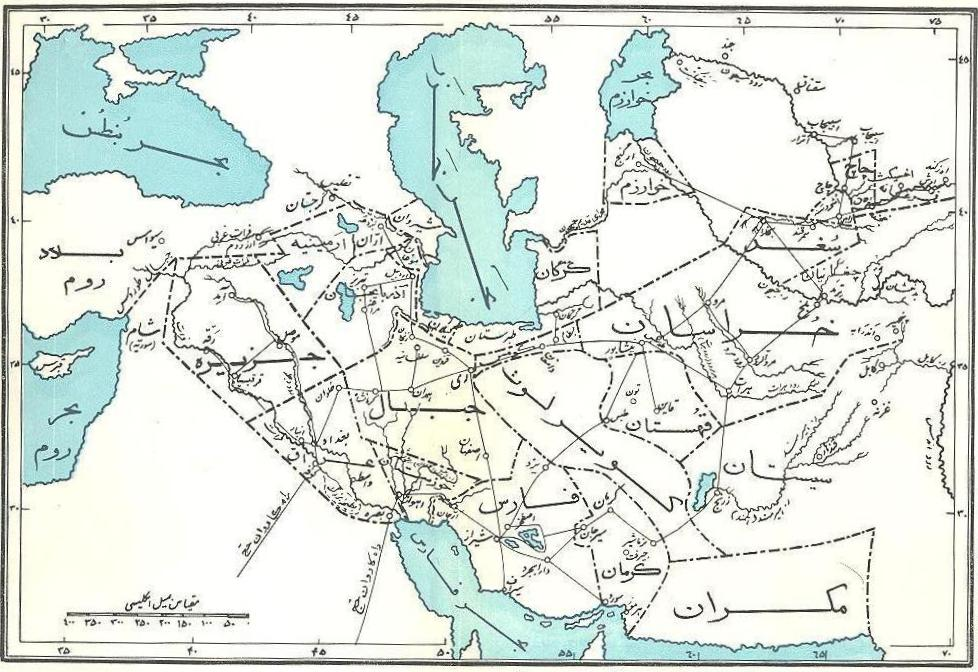
ولایت گرگان در خلافت عباسی

پیشینه تاریخی این سرزمین به ۷ هزار سال پیش و در غار کیارام واقع در روستای فرنگ بخش گالیکش به دوران پارینه سنگی برمی‌گردد. پژوهش‌های تازه نشان داده است که منطقهٔ گرگان از ۶ هزار سال پیش فرهنگ پیش از آریایی‌ها را در خود جای داده بوده است؛ کهن‌ترین آثار دورهٔ نوسنگی ایران از غار کمربند و غار هوتو در نزدیکی بهشهر پیدا شده است. این آثار از آشنایی مردمان آن زمان به سفالگری، هنر بافتن، اهلی کردن جانورانی مانند بز کوهی و ساخت ابزارهای سنگی صیقلی حکایت دارد. کاوش‌های تورنگ‌تپه، در نزدیکی گرگان، نیز نشان داده است که این منطقه روستاهای پرجمعیت، سفالگری انبوه و شبکهٔ آبیاری کشاورزی داشته است و دیرینگی آن دست‌کم به اندازهٔ شهر سوخته در سیستان است. نام این سرزمین در سنگ نوشته‌های هخامنشی، ازجمله سنگ نوشتهٔ داریوش در بیستون، به صورت ورگانه و در نوشته‌های پهلوی به صورت گورکان آمده است. واژهٔ وُرگ در زبان طبری و پهلوی به معنای گرگ است.
(همچنین واژه گراز از دگرگونش وُراز پدید آمده)

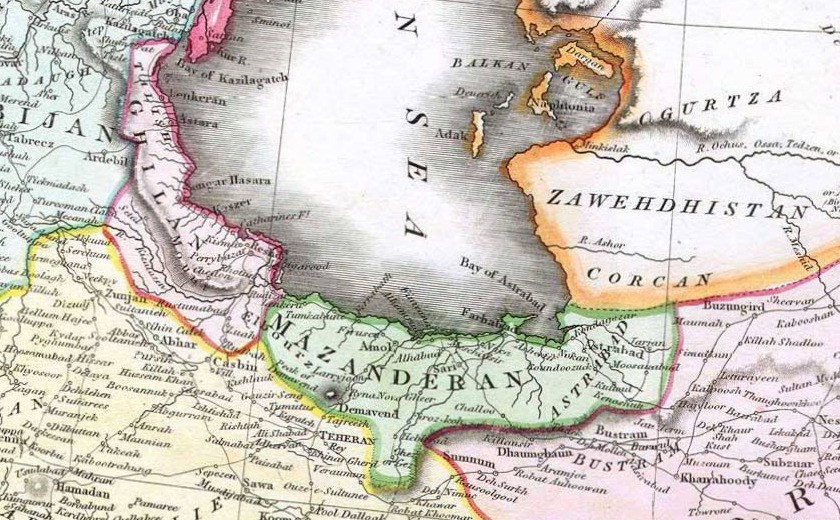
نقشه قدیم مازندران و استرآباد ۱۸۱۴ میلادی

تاریخ‌نگاران یونانی از آن با نام هیرکانی یاد کرده‌اند. ویشتاسپ پدر داریوش هخامنشی، زمانی ساتراپ این منطقه بوده است. اسب‌سواران گرگانی همواره مورد توجه هخامنشی‌ها بودند. گرگان کنونی تا سال ۱۳۱۶ «اَستَرآباد» یا «استرآباد» نام داشت. واژهٔ استرآباد از دو لفظ «استر» و «آباد» تشکیل شده است. استر یا استار در زبان طبری به معنای ستاره است؛ در حالی که همین واژه در زبان فارسی معنای قاطر می‌دهد.
می‌گویند شهر باستانی استرآباد را خشایارشا به یادبود زن یهودی خود، که او را استر (ستاره) نام نهاده بود، ساخت. در زمان اردوان دوم اشکانی (۱۲۸–۱۲۴ پیش از میلاد) هیرکانی و کارمانیا (کرمان) زیر فرمان خاندان گودرز بود و جانشینان گودرز تا سدهٔ دوم پس از میلاد به‌طور مستقل آن را اداره کردند.
این سرزمین خوش آب و هوا از آرامشگاه‌های بهاری و تابستانی شاهان اشکانی بود. در همین دوران بود که ساختن دیوار بزرگ گرگان که به نام سد سکندر شناخته می‌شود، آغاز شد تا از یورش هون‌ها به خاک ایران پیشگیری کند. کار ساختن این دیوار، که درازای آن را از ۱۵۵ تا ۱۷۰ و گاهی ۳۰۰ کیلومتر نوشته‌اند، در دورهٔ ساسانی نیز پیگیری شد و می‌گویند که انوشیروان به بازسازی آن فرمان داد.
در همین دورهٔ ساسانی بناهای محکمی در مرز و در جای‌جای منطقه برای پایداری در برابر یورشگران ساخته شد. پس از برآمدن اسلام، این منطقه به سال ۳۵ قمری خراج‌گزار عرب‌های مسلمان شد. در روزگار سلیمان بن عبدالملک، خلیفهٔ اموی، یزید بن مهلب ولایت گرگان را به سال ۹۸ قمری فتح کرد و از آن پس، شهر جرجان کرسی ولایت جرجان شد. ابن خلدون کشته‌شدگان این نبرد را چهل هزار نفر از مردم گرگان پنداشته ولی گردیزی تلفات گرگانیان را دوازده هزار کشته و شش هزار برده اعلام می‌کند، محمد بن جریر طبری نیز ضمن تأیید مرگ چهل هزار گرگانی، می‌افزاید که پس از فتح گرگان، شخصی به نام جهم بن زحر توسط یزید والی آن شهر شد. پس از فتح گرگان به دست اعراب، فرخان بزرگ (اسپهبد طبرستان) به مبارزه با یزید بن مهلب پرداخت و توانست سپاه اعراب را شکست دهد و گرگان را از اعراب پس بگیرد. عمر بن عبدالعزیز خلیفهٔ اموی پس از این شکست تحقیرانه دستور داد یزید بن مهلب به دمشق بازگردد. این شهر در سدهٔ ۳ و ۴ هجری بسیار آباد شد و در روزگار فرمان‌روایی‌های مستقل ایرانیان به زیر فرمان سامانیان درآمد. سپس گاهی در دست طاهریان و گاهی سامانیان بود تا این که آل‌زیار بر آن جا دست یافتند و به‌آبادی آن کوشیدند. (توجه داشته باشید شهر جرجان در یورش مغول‌ها ویران شد و شهر کنونی گرگان، زمانی استرآباد نامیده می‌شد)
خاندان آل‌زیار شناخته‌شده‌ترین فرمانروایان این منطقه هستند که از آغاز سدهٔ چهارم (۳۱۶ قمری) تا میانهٔ سدهٔ پنجم (۴۳۵ یا ۴۴۱ قمری) در منطقهٔ گرگان، طبرستان و گیلان فرمانروایی کردند و گاهی تا ری، اصفهان، همدان و دینور را نیز در فرمان خود داشتند. مرداویج، بنیان‌گذار این دودمان، ریشهٔ خود را به شاهان گذشتهٔ ایران می‌رساند و در سر داشت بغداد را به چنگ آورد و پادشاهی ایرانیان را بار دیگر بنیان‌گذارد. با این همه، نه تنها او بلکه فرمان‌روایان پس از او نیز نتوانستند به چنین آرزوهای بزرگی دست پیدا کنند و سلجوقیان به فرمانروایی آن‌ها پایان دادند. قابوس بن وشمگیر، شناخته‌شده‌ترین فرمانروایان آل‌زیار است که آوازهٔ دانش دوستی‌اش باعث شده بود بزرگانی چون ابوریحان بیرونی و ابن‌سینا به سوی گرگان بروند.
بیرونی برخی از پژوهش‌های خود را در پیرامون شهر گرگان انجام داد و نخستین کتاب مهم خود، به نام آثار الباقیه عن قرون الخالیه، را به نام قابوس نوشت. از خود قابوس کتابی با نام قابوس‌نامه برجای مانده است که از آثار ادبی و اخلاقی مهم ایران به‌شمار می‌آید. بنای برج گنبد قابوس، در شهر گنبدکاووس نیز به فرمان او ساخته شده است که بزرگ‌ترین بنای آجری جهان به‌شمار می‌آید.

## مردم شناسی

### جمعیت
جمعیت استان در سرشماری سال ۱۳۹۵ ، برابر با ۱،۸۶۸،۶۱۹ نفر بوده است.
در سرشماری سال ۱۳۹۵، در استان گلستان ۹۹۵ هزار و ۶۱۵ نفر شهری، ۸۷۱ هزار و ۵۴۶ نفر روستایی و ۱،۶۵۸ نفر غیرساكن آمارگیری شدند كه طبق آن ۵۳،۳ درصد جمعیت استان را ساكنان شهرها تشكیل می دهند.
این در حالی‌ست كه در سرشماری سال ۱۳۹۰ ، جمعیت استان را ۵۱ درصد شهری و ۴۹ درصد ساكن روستاها بودند.
طبق این سرشماری بیشترین جمعیت شهرنشین استان در گنبدكاووس و گرگان به ترتیب با ۷۶،۵ و ۷۶،۱ درصد و كمترین آن با ۳۱،۷ در آق قلا است.
| جمعیت استان گلستان بر حسب مناطق شهری و روستایی | جمعیت استان گلستان بر حسب مناطق شهری و روستایی | جمعیت استان گلستان بر حسب مناطق شهری و روستایی | جمعیت استان گلستان بر حسب مناطق شهری و روستایی | جمعیت استان گلستان بر حسب مناطق شهری و روستایی |
| ---------------------------------------------- | ---------------------------------------------- | ---------------------------------------------- | ---------------------------------------------- | ---------------------------------------------- |
| جمعیت                                          | جمعیت                                          |                                                | درصد                                           | درصد                                           |
| شهری                                           | شهری                                           |                                                | ۵۳٫۲۸٪                                         | ۵۳٫۲۸٪                                         |
| روستایی                                        | روستایی                                        |                                                | ۴۶٫۶۳٪                                         | ۴۶٫۶۳٪                                         |
| غیر ساکن                                       | غیر ساکن                                       |                                                | ۰٫۰۹٪                                          | ۰٫۰۹٪                                          |

### دین و مذهب
استان گلستان را جمعیت اهل تشیع با ۶٣% و ٣٧% را هم مردم اهل سنت تشکیل می‌دهد. اهل تشیع را گروه‌های فارسی‌زبان، مازندرانی، سیستانی، ترک ها ( ترک خراسان و آذری‌ها)،  تشکیل می‌دهند و اهل سنت را تمام گروه‌های ترکمن، بلوچ و قزاق تشکیل می‌دهند. مسیحیان و صوفیان گنابادی از اقلیت‌های کوچک مذهبی استان هستند.
| دین مردم استان گلستان | دین مردم استان گلستان | دین مردم استان گلستان | دین مردم استان گلستان | دین مردم استان گلستان |
| --------------------- | --------------------- | --------------------- | --------------------- | --------------------- |
|                       |                       |                       |                       |                       |
| شیعه                  | شیعه                  |                       | ۶۳٫۰۴٪                | ۶۳٫۰۴٪                |
| سنی                   | سنی                   |                       | ۳۶٫۹۶٪                | ۳۶٫۹۶٪                |

### زبان و اقوام

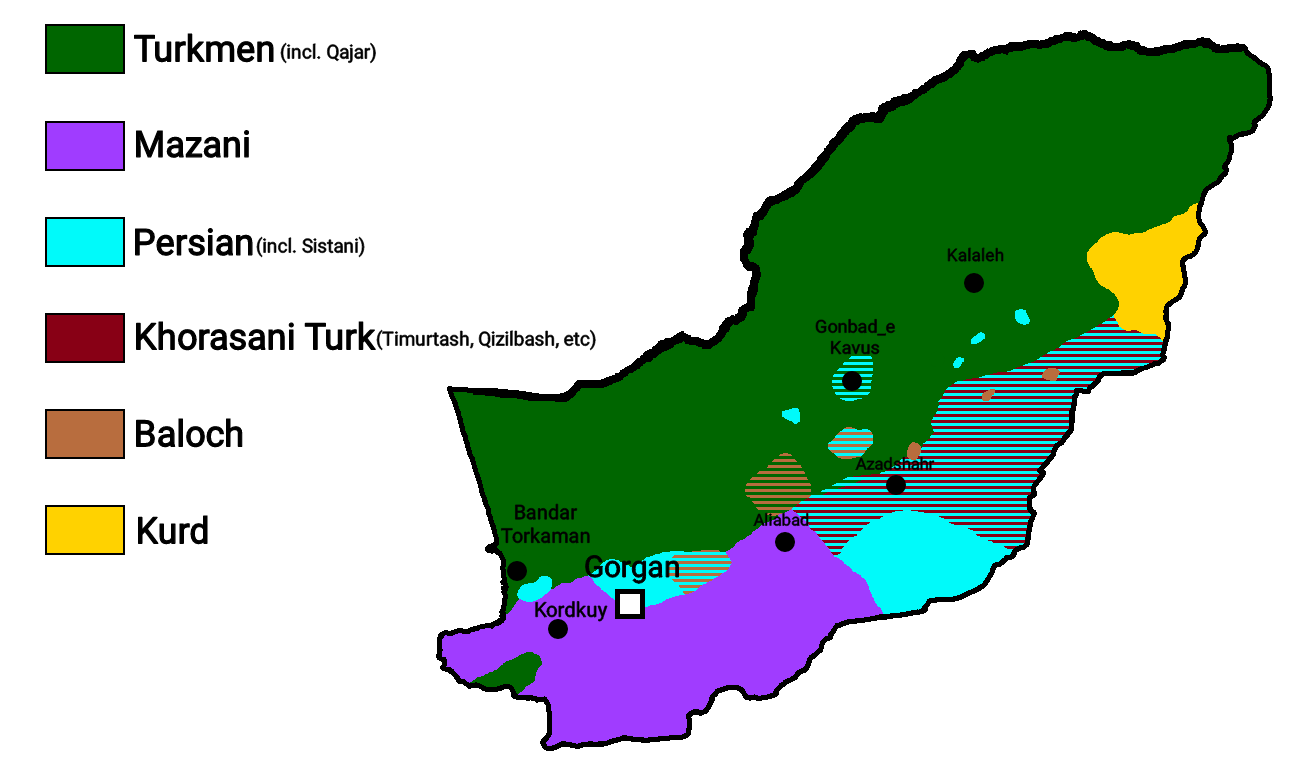
پراکندگی اقوام در استان گلستان

در کنار بومی‌های طبری‌ (کتول، گالش و مازندرانی) این استان، اقوام متعددی در این استان زندگی می‌کنند که می‌توان به فارس‌ها شاهرودی ها، ترکمن‌ها، ، آذری ها، سیستانی‌ها، کُردها، قزاق‌ها و بلوچ ها اشاره کرد.
نظرسنجی سال ۱۳۸۹
طی پژوهشی که به سفارش شورای فرهنگ عمومی در سال ۱۳۸۹ انجام شد و براساس یک بررسی میدانی و یک جامعه آماری از میان ساکنان ۲۸۸ شهر و حدود ۱۴۰۰ روستای سراسر کشور، درصد اقوامی که در این نظر سنجی نمونه‌گیری شد در این استان به قرار زیر بود:
| اقوام استان گلستان | اقوام استان گلستان | اقوام استان گلستان | اقوام استان گلستان | اقوام استان گلستان |
| ------------------ | ------------------ | ------------------ | ------------------ | ------------------ |
| قومیت              | قومیت              |                    | درصد               | درصد               |
| ترکمن              | ترکمن              |                    | ۳۴٫۲٪              | ۳۴٫۲٪              |
| طبری               | طبری               |                    | ۳۰٫۴٪              | ۳۰٫۴٪              |
| فارسی‌زبان          | فارسی‌زبان          |                    | ۱۴٫۹٪              | ۱۴٫۹٪              |
| بلوچ               | بلوچ               |                    | ۱۰٫۹٪              | ۱۰٫۹٪              |
| ترک                | ترک                |                    | ۷٫۳٪               | ۷٫۳٪               |
| سایر و بدون جواب   | سایر و بدون جواب   |                    | ۱٫۸٪               | ۱٫۸٪               |

سیستانی‌ها بیشتر در مرکز و جنوب استان سکونت دارند و به گویش سیستانی صحبت می‌کنند؛ تبری‌ها در غرب و جنوب و مرکز استان سکونت دارند و به زبان‌های تبری و فارسی صحبت می‌کنند. ترک‌های خراسان در رامیان، آزادشهر، مینودشت، کلاله و گالیکش و آذری‌ها در شهرستان گنبد کاووس و تعداد کمی در مینودشت و قزاق‌ها نیز بیشتر در گرگان سکونت دارند.  ترکمن‌ها در بخش‌های شمالی، مرکزی  استان سکونت دارند. ترکمن‌ها اکثرا سنی‌مذهب بوده و به زبان ترکمنی تکلم می‌کنند. اقلیت کوچکی از ترکمن ها نیز شیعه مذهب هستند.
گویش گرگانی در گرگان و گویش کتولی در علی‌آباد کتول متداول است. هر دو گویش زیر مجموعهٔ زبان مازندرانی محسوب می‌شوند که خود ریشهٔ پهلوی اشکانی دارد.
در بین شهرستان‌های استان، بالاترین نرخ رشد جمعیت مربوط به شهرستان ترکمن با ۱/۹۰ درصد و پایین‌ترین نرخ رشد جمعیت مربوط به شهرستان بندرگز با نرخ رشد منفی ۰/۰۸ است، نرخ رشد شهرستان مینودشت نیز منفی ۰/۰۵ گزارش شده است.
گالش‌های طبری شاخه‌ای از اقوام مردم تبری هستند که در مناطق کوهستانی استان‌های گلستان و مازندران زندگی می‌کنند و به تبری سخن می‌گویند. گالش یا گاولش «Galeš»، در تبری به معنای گاوبان را است. به عبارت ساده‌تر گالش یعنی کسی که دامداری می‌کند و گاو پرورش می‌دهد . در متون کهن تبری از کلمه گالش به معنای چوپان استفاده شده است.
گالش‌های طبری استان گلستان در شهرستان‌های گرگان، علی‌آباد کتول، کردکوی، بندرگز و گالیکش ساکن هستند.
گویش تبری استرابادی لهجه‌ای از زبان تبری است که در شهرستان گرگان گویش می‌شود. زبان تبری استرابادی زبان بومیان آبادی‌های دهستان استرآباد جنوبی، دهستان انجیرآب، دهستان روشن‌آباد و همچنین زبان بخش عمده‌ای از مردم گرگان است. همچنین زبان تبری کتولی که زبان بومیان شهرستان علی‌آباد کتول است به همراه زبان تبری استرابادی در آبادی‌های دهستان استرآباد شمالی و دهستان قرق رایج هست. زیارت، اصفهان‌کلاته، لمسک، زنگیان و کلاجان قاجار نمونه‌هایی از آبادی‌های طبری‌زبان شهرستان گرگان هستند.
گویش گرگانی یا گویش استرابادی یکی از گویش‌های زبان فارسی است که در شهر گرگان یا استراباد بدان صحبت می‌شده است. ابوعبدالله مقدسی می‌گوید: «زبان کومش و گرگان به هم نزدیک است. ها بکار می‌برند و می‌گویند هاکن و هاده و آن را حلاوتی‌ست، و زبان مردم تبرستان بدانها نزدیک است مگر در آن شتاب است».
دانشنامه ایرانیکا گویش گرگانی را همان زبان تبری یا گویشی بسیار نزدیک به آن می‌داند.
لغت‌نامه دهخدا نیز گویش قدیم گرگانی را نزدیک به زبان تبری و گویش‌های سمنانی دانسته و تصریح کرده است که هنوز هم در گرگان و روستاهای اطراف گرگان گویشوران زبان تبری زندگی می‌کنند.
ایل‌های مختلف فصل تابستان در ارتفاعات استان خراسان شمالی و فصل زمستان در دشت‌های استان گلستان سکنی می‌گزینند و به دام‍پروری مشغول هستند. بیشتر این ایل‌های ترکمن‌ها و کُردها هستند.

## تقسیمات اداری
این استان در اسفند سال ۱۳۹۰ دارای ۱۴ شهرستان به نام‌های آزادشهر، آق‌قلا، گرگان، گنبدکاووس، بندر ترکمن، گمیش‌تپه، رامیان، کردکوی، بندرگز، علی‌آباد کتول، گالیکش، کلاله، مراوه تپه و مینودشت و دارای ۲۹ شهر و ۲۷ بخش و ۶۰ دهستان می‌باشد.

## اقتصاد استان

### کشاورزی و دام‌پروری

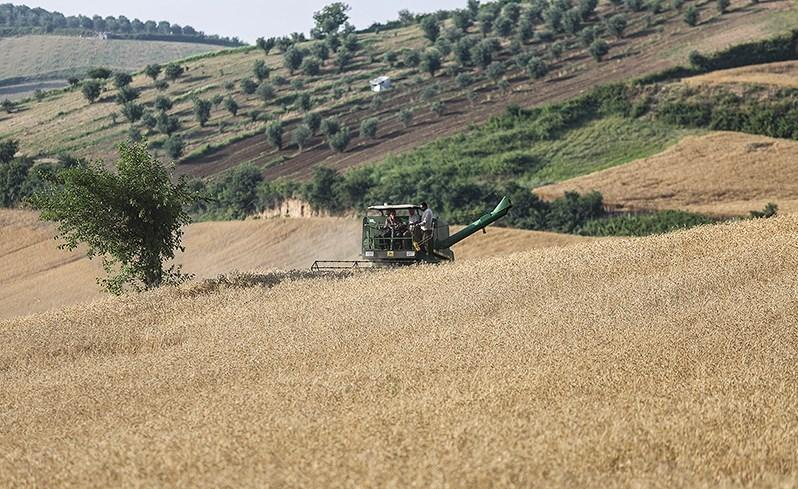
برداشت گندم از مزارع استان گلستان

استان گلستان بیش از دو میلیون هکتار زمین، آبی و دیم، زیر کشت دارد. گندم، جو، پنبه و آفتابگردان از فراورده‌های کشاورزی اصلی این استان است. بیش از۵۰ درصد از پنبه و ۱۰ درصد گندم کشور از این استان به‌دست می‌آید. در سال کشاورزی ۸۳–۱۳۸۲ یک میلیون و دویست هزار تن گندم در استان برداشت شد. برنج، سویا، بادام‌زمینی، سبزی‌ها، خیار، کاهو، کلزا، زیتون و دیگر دانه‌های روغنی نیز در استان کشت می‌شود. بیش از ۴۰ در صد دانه‌های روغنی کشور از زمین‌های این استان به دست می‌آید و از این نظر رتبهٔ نخست را در کشور دارد. دامپروری هم به روش سنّتی و هم به روش نوین انجام می‌شود. این استان دارای سرزمین‌های ییلاقی و قشلاقی مناسبی است ییلاق‌ها در بخش‌های کوهستانی جنوب استان و قشلاق‌ها در بخش‌های شمال و شمال شرقی هستند. طایفه‌های کرد بیش‌ترین کوچ‌رونده‌های استان را می‌سازند که بیش‌تر آن‌ها از استان خراسان هستند. آن‌ها همراه با دامداران سمنان و شاهرود قشلاق خود را در شهرستان‌های گنبدکاووس و کلاله می‌گذرانند.
بخش بسیار کمی از ترکمن‌های استان نیز شیوهٔ کوچ‌نشینی گذشتگان خود را نگه داشته‌اند و در چادرهایی به نام آلاچیق زندگی می‌کنند. این کوچ‌نشینان از دو طایفهٔ بزرگ ترکمن هستند: گوکلان‌ها که در شرق گنبد تا مرز خراسان شمالی و یموت‌ها که در غرب گنبدکاووس تا دریای خزر دیده می‌شوند. آن‌ها در کنار گوسفندان خود به پرورش شتر نیز به‌شمار اندک می‌پردازند. البته دراین بخش سیستانی‌ها و بلوچ‌ها نیز به همت بزرگان خود بخصوص تلاش‌های شبانه‌روزی بنیاد نیمروز و خانه فرهنگ وهنر سیستانی‌وبلوچ توانسته است هویت فرهنگی خویش را حفظ نماید که در راستای جذب توریست مؤثر خواهد بود. پرورش ماکیان، به‌ویژه مرغ، پرورش کرم ابریشم و پرورش ماهی نیز در استان انجام می‌شود. پرورش ماکیان در مرغ‌داری‌ها نوین در جای جای استان انجام می‌شود. پرورش کرم ابریشم بیش‌تر در شهرهای شرقی استان، به‌ویژه شهرستان مینودشت و رامیان دیده می‌شود. نوغان‌داران این استان در سال ۱۳۸۴ بیش از ۲۷۲ هزار کیلوگرم پیلهٔ کرم ابریشم به دست آوردند. ماهی‌گیری در خلیج گرگان و بخش‌های غربی دریای خزر انجام می‌شود و پرورش ماهی در دریاچه‌های مصنوعی، که به آب‌بند شناخته می‌شوند، در کنار رودخانه‌ها و نیز دشت‌هایی که برای کشاورزی مناسب نیستند، به‌ویژه در بخش‌های شمالی شهرستان گنبد کاووس، انجام می‌شود. دو مرکز پرورش ماهیان خاویاری و یک مرکز پرورش ماهیان استخوانی در استان به کار تولید بچه ماهی می‌پردازند و این استان در تولید ماهیان گرمابی جایگاه چهارم را در کشور دارد. طرح پرورش ماهی قزل‌آلا در کشتزارها نیز درحال انجام است.مطالعه عوامل اقلیمی استان گلستان نشان می‌دهد که مناطق شمالی استان که جزع مناطق خشک و نیمه خشک استان محسوب می‌شوند دارای شرا یط نسبتا مساعدی برای کشت نخل خرما به ویزه گونه‌های زود رس می‌باشد

## گردشگری
یکی دیگر از عوامل مؤثر بر اقتصاد استان گلستان گردشگری است. این استان با داشتن مناطق و شهرستان‌های زیبا هرساله گردشگران داخلی وخارجی زیادی را به خود جذب می‌کند. جاجیم، صنایع دستی، ابریشم بافی رامیان، ماهی، خاویار، پنبه، حلوا آماج (مخصوص گرگان)، حلوا برنجی، کسمک (مخصوص مینودشت) نان شیرینی، زنجبیلی، نون عیدی (کلمبو)، قُطاب، پشت زیک (کنجدی) بابتو (مخصوص گرگان)، مارمرده (مخصوص گرگان)، پادرازی)، قالی، قالیچه، پشتی ترکمنی، شال وگلیم (روستای خالدنبی با تپه‌های ماهوری در جنوب این استان قرار دارد)، لباس سیستانی در کنار سوزن دوزی سیستانی به همراه هنرزیبای نیمروزکاری سیستانی وپرزک دوزی که توسط مرکز صنایع دستی سیستانی نیمروز در گرگان احیاشده است، عرق کشمش، حلوا گردویی (مخصوص کردکوی و بندر گز)، نان بهارهٔ تورشو چُرَگ و نان کاک (مخصوص رامیان) و نان شیرمال (مخصوص آزادشهر) می‌توانند رهاورد سفر مسافران به این استان باشند.
مراکز دیدنی
همان‌طور که گفته شد استان گلستان به‌دلیل آب و هوا، پوشش گیاهی و پارک‌های طبیعی زیبایی، مانند پارک ملی گلستان، از مرکزهای مهم گردشگری ایران به‌شمار می‌آید. برخی از مهم‌ترین جاذبه‌های گردشگری استان به شرح زیر است:

### پارک ملی گلستان
درحد فاصل استان‌های گلستان و خراسان شمالی در موقعیت جغرافیایی بین ۳۱/۳۷ الی ۰۴/۵۳ عرض شمالی و ۴۳/۵۵ الی ۱۷/۶۶ طول شرقی واقع شده و مساحت آن در حدود ۸۷۲۴۲ هکتار می‌باشد.
1. پوشش گیاهی: بلوط، بلندمازو، ممرز، انجیلی، پلت، شیردار، کرکو، آزاد، آوری، توسکای قشلاقی، کلهو، انجیر، توت، ملچ، داغداغان، ازگیل، ولیک، زالزالک، سیاه تلو، گوجه وحشی، شیر خشت، گردو، تمشک، انار وحشی، گلابی وحشی، زرشک، تاغ، گز، پرند، کاروانکش، کلاه میرحسن، گون، چوبک، درمنه، خارشتر و ارس.
2. پستانداران: مرال، شوکا، خرس قهوه‌ای، پلنگ، خوک وحشی، گربه جنگلی، تشی، آهو، قوچ و میش، پلنگ، گرگ، روباه، کل، بز.
3. پرندگان: قرقاول، کبک، تیهو، زنگوله بال، کوکر سینه سیاه، ابیا و بلدرچین، قرقی، دلیجه، سارگپه پا بلند، سارگپه، عقاب دوبرار، دال شیا، دال، عقاب دریایی دم سفید، مرادان، بالابان، هما، دارکوب سیاه، بلبل، توکای باغی، سهره‌ها، سکاها، زرده پره‌ها، مگس گیرها، زنبورک‌ها و دم سرخها.

این پارک تا قبل از سال ۱۳۳۶ شکارگاه محسوب می‌شد. در شهریور ۱۳۴۲ به پارک محمد رضاشاه تغییر نام داد و در سال ۱۳۵۳ به پارک ملی تبدیل شد. پس از پیروزی انقلاب اسلامی در سال ۱۳۵۷ با وسعت ۹۱۸۹۵ هکتار تحت حفاظت قرار گرفت. این پارک در ۵۵ کیلومتری شرق گنبد و ۱۱۵ کیلومتری غرب بجنورد در مسیر مشهد واقع شده است. رویش‌های اصلی پارک به علت ۳ اقلیم متفاوت متنوع است.

### روستای وامنان
این روستا از توابع شهرستان آزادشهر در شرق استان گلستان و در جاده آزادشهر به شاهرود قرار دارد و با داشتن آب و هوای فوق‌العاده با طراوت مسافران را به خود می‌خواند. جنگل زیبای شانوین در شمال این روستا جذابیت بیشتری به این منطقه بخشیده است. همچنین وامنان دارای آبشارهای دائمی و پرآبی در جنگل‌های این روستا است. روستای وامنان به عنوان روستای گیاهان داروئی نیز به خاطر تولید انواع مختلف آن شناخته می‌شود.

### روستای سایر
سایر، روستایی است از توابع بخش مرکزی شهرستان مینودشت. این روستا با داشتن طبیعت بکر و سر سبز و چشمه‌های زلال و طبیعت و آب و هوای بسیار عالی، و کشت انواع محولات کشاورزی و انواع میوه جات، مکان مناسبی برای میزبانی از طبیعت گردان است. همچنین چنار تاریخی و کهنسال روستای سایر که بدست یکی از اهالی روستا در گذشته دور کاشته شده با قدمتی بیش از ۷۰۰ سال، در جلسه کمیته ثبت و حریم میراث طبیعی که در تاریخ ۳۱ مرداد ماه سال ۱۳۹۴ در محل سازمان مرکزی میراث فرهنگی برگزار شد، در فهرست آثار ملی کشور ثبت شد.

### امام زاده آق امام
این امام زاده در فاصله ۲ کیلومتری آزادشهر و جنب محور تهران به مشهد بر روی یک تپه بلند به ارتفاع ۳۰۰ متر واقع شده است.

### آرامگاه مختومقلی فراغی
مختومقلی فراغی در روستای حاجی قوشان یکی از روستاهای گنبدکاووس به دنیا آمده است
آرامگاه مختومقلی مربوط به اواخر دوره قاجاریه - دوره پهلوی است و در شمال استان گلستان، شهرستان مراوه‌تپه، روستای آق‌تقه قدیم واقع شده است. این اثر در تاریخ ۲۶ اسفند ۱۳۸۶ با شمارهٔ ثبت ۲۲۲۵۱ به‌عنوان یکی از آثار ملی ایران به ثبت رسیده است.
این آرامگاه شامل مقبرهٔ مختومقلی فراغی شاعر ملی ترکمن‌ها (مرگ در ۱۱۶۹ یا ۱۱۷۶ ه‍.ش) و پدرش دولت محمد آزادی می‌شود. در دههٔ ۱۳۷۰ بنایی بر روی این مقبره ساخته شده و در ۲۰ اردیبهشت ۱۳۷۸ با حضور صفر مراد نیازوف رئیس‌جمهور وقت ترکمنستان و عطاالله مهاجرانی وزیر وقت فرهنگ و ارشاد ایران افتتاح شد. هرساله در زادروز مختومقلی فراغی مراسمی با حضور مردم و مقامات دولت ایران و ترکمنستان در کنار این آرامگاه برگزار می‌شود. در سال ۱۳۸۹ اسفندیار رحیم مشایی رئیس دفتر رئیس‌جمهور در این مراسم از تخصیص دو میلیارد تومان برای سازمان‌دهی این مقبره خبر داد.

### برج گنبد قابوسبلندترین برج آجری جهان
این برج در سال ۳۹۷ قمری به فرمان شمس‌المعالی قابوس بن وشمگیر ساخته شد و اکنون در درون شهر گنبدکاووس جای دارد. این برج با بلندی ۶۰ متر بر بالای تپه‌ای ساختگی به بلندی ۱۵ متر بر پا شده است و بزرگ‌ترین بنای آجری جهان به‌شمار می‌آید. این بنا به شماره ۸۶ در سال ۱۳۱۰خورشیدی به ثبت آثار ملی رسیده و در تیرماه ۱۳۹۱نیز به عنوان پانزدهمین اثر ایران در فهرست میراث جهانی (یونسکو) ثبت شد.

### پارک جنگلیناهارخوران
این پارک در ۵ کیلومتری جنوب شهر گرگان جای دارد و از نظر آرامشگاه‌ها، رستوران‌ها، شبکهٔ آب‌رسانی بهداشتی و دیگر امکانات رفاهی از پارک‌های شناخته شده و پرجاذبه برای گردشگران است. بیش‌تر مسافرانی که به سوی مشهد مقدس می‌روند، ساعت‌هایی را در این پارک می‌گذرانند.

### پارک جنگلی النگدره
پارک جنگلی النگدره، دارای وسعتی به مساحت ۱۸۵ کیلومتر و چشم‌اندازی منحصر به فرد است و به عنوان یکی از ۷ منطقه نمونه گردشگری کشور و همچنین پارک جنگلی شاخص شمال کشور انتخاب و معرفی شده است. هوای جنگل حداقل ۱۰ درجه خنک‌تر از نقاط شهری است. در دامنه جنگل پوشش گیاهی ویژه و همچنین رودخانه و چشمه‌هایی وجود دارد.
رودخانه قلاشی از قسمت جنوب پارک تا شمال امتداد دارد و تقریباً از وسط آن می‌گذرد. در نزدیکی این رودخانه، ۳ چشمه آب وجود داردو پوشش گیاهی ابن جنگل را درختان انجیلی و ممرز، توسکا، لرگ، افرا، بلوط، بید، شیردار و خردمندی تشکیل می‌دهد.

### جنگل وآبشار زیارت
آبشار زیارت گرگان در موقعیت جغرافیایی E542757 N364029 در استان گلستان واقع است. آبشار زیارت در میان جنگل ناهارخوران و در حاشیه روستای زیارت واقع است. ناهارخوران نقطه‌ای جنگلی در جنوب شهر گرگان است که در فاصله هشت کیلومتری از مرکز شهر قرار دارد. این منطقه از هوای نسبتاً مطبوع و ملایم تری در مقایسه با شهر و مناطق شمالی این منطقه برخوردار است. به مرور زمان و با افزایش جمعیت و وسعت شهر گرگان از حدود ۲۰ سال قبل فاصله بین مرکز شهر و ناهارخوران به صورت یک خیابان عمومی و نسبتاً شلوغ و پررفت‌وآمد تبدیل شده و اکنون یکی از خیابان‌های اصلی گرگان است. این مسیر که به جاده ناهارخوران مشهور است، مسیری برای پیاده‌روی و تفریح مردم است. در این جنگل امکانات متعددی همچون آلاچیق، کمپینگ، رستوران، فروشگاه و سرویس بهداشتی برای گردشگران در نظر گرفته شده است.

### جنگل و آبشار رنگو
آبشار رنگو گرگان در موقعیت جغرافیایی E5425 N3644 در استان گلستان واقع است. این آبشار در ۱۵ کیلومتری جنوب غربی گرگان واقع گردیده است. محیط پیرامون رودخانه رنگو دارای هوای خنک و لطیف و با درختان سربه فلک کشیده پوشانده شده است. هرچند آبشار رنگو ارتفاع زیادی ندارد ولی به‌دلیل بستر نیم دایره‌ای که دارای یک محل ریزش اصلی و چندین محل ریزش فرعی با حجم آب به نسبت قابل توجه، منظره‌ای جالب و دیدنی را به وجود آورده است. این مجموعه فاقد امکانات تفرجگاهی برای علاقه‌مندان به طبیعت است.

### آبشارهای دره تل انبار
آبشارهای دره تل انبار در موقعیت جغرافیایی N363914 E542731 در استان گلستان واقع است. این دره در نزدیکی روستای زیارت واقع شده است. روستای زیارت در ۱۷ کیلومتری جنوب گرگان قرار دارد و دارای پتانسیل بالای گردشگری است. از روستای زیارت به سمت دوراهی آبشار زیارت یک جاده خاکی وجود دارد که می‌توان آن را با خودرو طی کرد. برای رسیدن به ابتدای این دره ۲ مسیر وجود دارد که مورد استفاده در صعود قله تل‌انبار هم قرار می‌گیرد. مسیر چشمه شهربت و دیگری مسیر چمازچال است. مسیر چشمه شهریت کاملاً پاکوب است. این راه در قدیم محل تردد اهالی روستای چهار باغ و شاهکوه به زیارت و نهایتاً گرگان بوده است. پس از عبور از چشمه شهریت و ادامه مسیر تا چشمه سیاه خانی در ارتفاع ۲۳۰۰۰ متری، به یک دو راهی خواهید رسید که مسیر سمت راست به قله و مسیر سمت چپ که پاکوب کمتری دارد به سمت شرق به سمت دره می‌رود. پس از عبور از یک مرتع کوچک مسیر پاکوب به پایان می‌رسد و از این نقطه مسیری وجود ندارد. با ادامه حرکت به سمت شرق و عبور از یک دره، به دره تل انبار خواهید رسید. رشته کوه تل انبار بخشی از کوه‌های البرز شرقی است که در جنوب شهر گرگان قرار دارد و در مرتفع‌ترین قسمت به ارتفاع ۳۰۳۰ متر دارای قله‌ای به همین نام (تل انبار) می‌باشد. دره در دامنه شمالی قله قرار دارد و دارای آبشارهای متعددی است که در انتها به آبشار دوقلوی روستای زیارت ختم می‌گردد. این دره از دوب خش اصلی تشکیل می‌گردد که شامل بخش بالای دره که از یال تل انبار تا آبشار حد فاصل منطقه صندوق به منطقه میان وله و همچنین بخش پایینی دره که از آبشار مذکور تا آبشار دوقلو است.
این دره متشکل از ۵۳ آبشار ۲ الی ۴۰ متری است که ۲۰ آبشار آن بیش از ۱۰ متر ارتفاع دارند. برای بازدید از این آبشارها نیاز به مهارت‌های فنی و تجهیزات فرود است. ۲۵ آبشار در این دره نیازمند فرود با طناب است. فصل مناسب برای عبور از این دره از اول تیرماه تا نیمه اول شهریورماه است. همچنین ابزار کارگاه زدن، دو حلقه طناب ۵۰ متری و یک طناب ۲۰ متری، اطلاع از وضعیت جوی منطقه، آشنایی کامل نفرات به فرود از ملزومات حرکت در این دره است. شایان ذکر است پس از فرود از آبشار اول این دره، باید مسیر را ادامه داد و راه بازگشت وجود ندارد. رودخانه با دیواره‌های بلند احاطه شده و همچون کانالی خروشان و کف آلود پایین می‌رود. در این قسمت از مسیر دیگر درختی برای برپایی گارگاه نیست از این رو برای کارگاه زدن باید از شکاف دیواره‌ها استفاده نمایید. انتهای این مسیر به آبشار زیارت گرگان ختم می‌شود. نکته مهم در این‌گونه برنامه‌ها، توجه به عایق بندی صحیح و اصولی پوشاک، غذاها و سایر ملزومات مهم نظیر کیف کمک‌های اولیه است. بیشتر آبشارها کارگاه استاندارد و قابل اطمینانی ندارند و در برخی کارگاه‌ها از ابزارهای بسیار مستهلک و طنابچه‌های نازک، طناب‌های پلاستیکی قدیمی، تسمه کمربند ایمنی اتومبیل و غیره استفاده شده که به شدت خطرناک هستند. توصیه می‌شود قبل از فرود از این آبشارها با وسایلی که در اختیار دارید کارگاهی ایمن تعبیه نمایید. بازدید از این دره نیازمند ۲ روز زمان است. ر برخی از نقاط دره امکان استفاده از تلفن همراه وجود دارد و این موضوع باید در اداره تیم و سرپرستی برنامه مورد توجه قرار گیرد.
جنگل رنگو دارای گرمابه قدیمی – امامزاده ابراهیم می‌باشد و از لحاظ طبیعی دارای طبیعت زیبا اطراف آبشار- دره‌های مسیر رودخانه‌های منطقه می‌باشد؛ و همچنین حدود ۵ ساعت پیاده‌روی در امتداد دره و رودخانه آبشار رنگو خودنمایی می‌کند مکان‌ها و شهرهای اصلی در مسیر: از مسیر پارک جنگلی و روستای توشن در ۵ کیلومتری جنوب گرگان قابل دسترسی است.

### پارک جنگلیتنگه چهل چای
پارک جنگلی تنگه چهل چای در جنوب شهرستان مینودشت شامل ۳ منطقه به نام‌های تفرجگاه جنگلی تنگه، تفرجگاه طبیعی طول آرام و استراحتگاه بین راهی آق چشمه می‌باشد که محدوده جغرافیائی منطقه از ۰۰ ۲۵ ۵۵ الی ۰۰ ۳۰ ۵۵ طول شرقی تا ۱۰ ۱۰ ۳۷ الی ۳۰ ۱۷ ۳۷ عرض شمالی با مساحتی حدود ۵۹ هکتار و متوسط ارتفاع حدود ۳۵۰ متر از سطح آب‌های آزاد جهان گسترش دارد. ازجمله آبادی‌های مجاور پارک می‌توان روستاهای نالاج، زنگلاب، طول آرام و یکه سور را نام برد. پارک جنگلی چهل چای با گذر از شهر کوهپایه‌ای و قدیمی مینودشت در فاصله ۱۰ الی ۱۳ کیلومتری از محور آسفالته مینودشت – قلعه قافه و با شیب بسیار مناسب و دسترسی آسان و جای گرفته در دل جنگل‌های زیبای شمال واقع گردیده است که با گذر رودخانه دائمی و پرآب و زیبای چهل چای از وسط پارک مناظر آن را بدیع تر و چشم‌نوازتر کرده است و صدای جریان آب آرامش دهنده روح و روان هر گردشگری است.

### آبشار لوه
این مجموعه آبشار در ۲۵ کیلومتری شهرستان مینودشت، در میان درختان و کوه‌های غرب پارک ملی گلستان و در کنار روستای لوه جای دارد. بلندی برخی از آبشارهای این مجموعه تا ۱۵ متر هم می‌رسد و حوضچه‌های زیبا و خنک آن گردشگران بسیاری را در تابستان به خود فرامی‌خوانند.

### آبشارهای روستای ساسنگ
این روستا در ۲۵ کیلومتری شمال غربی شهرستان مینودشت قرار دارد. بافت این روستا مسافران را به زندگی اصیل شمالی می‌برد. در این روستا همچنین اقامت گاه‌هایی برای میزبانی از مسافران وجود دارد. آبشارهای این روستا بسیار زیبا و پرآب و چشم‌نواز است.

### آبشار تمام خزه‌ایکبودوال
این مجموعه آبشار در دره‌ای نسبتاً عمیق و بسیار زیبا و در جنگل انبوه و دیدنی کبود وال واقع شده است. آبشار کبودوال در ۵ کیلومتری جنوب علی‌آباد کتول قرار دارد و همواره توجه گردشگران را به خود جلب کرده است.
کبودوال تنها مجموعه آبشار تمام خزه‌ای جهان است.

### مسجد جامع گرگان
بنای آغازین این مسجد به روزگار سلجوقیان بازمی‌گردد که تنها مناره‌ای از آن بنای آغازین برجای مانده است. بازسازی و گسترش این بنا در دورهٔ تیموری و صفوی ادامه یافته و در سال‌ها کنونی نیز مورد توجه بوده است. کتیبه‌های آجری به خط کوفی، مناره‌ای از دوران سلجوقی، در و منبر چوبی منبت‌کاری شده، از جاذبه‌های این مسجد باشکوه است.

### پارک شبنم نوده خاندوز
پارک جنگلی شبنم نوده خاندوز نقاط دیدنی استان گلستان واقع در شهر «نوده خاندوز» در شهرستان آزادشهر است. این پارک جنگلی به همت شهرداری نوده واهالی خوب آن در سال‌های اخیر بازسازی و مهیای پذیرایی از بازدیدکنندگان شده است. چشم‌انداز و آب وهوای خوب آن زبانزد خاص و عام می‌باشد. این پارک بر فراز تپه‌ای مشرف به شهر قرار دارد دیواره و پله‌های سنگی این پارک مناظری زیبا را به‌وجود آورده است. سینمای پارک و مراسم نورافشانی شب نیمه شعبان باعث معروفیت و جاذبه بیشتر این مکان زیبا شده است.

### آبشارلاشو
آبشار لاشو د ۱۰ کیلومتری شرق آزادشهر در روستای مرزبن جای گرفته است. آبشار لاشو جز آبشارهای چند صخره‌ای ایران می‌باشد که از دو تخته سنگ رسوبی بزرگ تشکیل شده و ارتفاع تقریبی آن ۲۵ متر است.

### امامزاده محسن
امامزاده‌ای در فاصله ۲ کیلومتری گرگان و در قدیم معروف به نخیل است. نخیل نامی بودکه اهالی به آن دادند و روستا را نیز به همین نام می‌شناختند. در این امامزاده که قدمتی طولانی دارد سنگ قبرهایی مربوط به سده ۵ و ۶ هجری یافت شده است. امامزاده محسن از فرزندان موسی کاظم امام هفتم شیعیان است.

### پارک جنگلی مرتفع هزارپیچ
از ارتفاعات اطراف گرگان است و به‌دلیل موقعیت خاص و منظره خوبی که از شهر گرگان می‌دهد مورد توجه مردم و گردشگرانی که وارد شهر می‌شوند قرار می‌گیرد. هزار پیچ در ابتدای غرب گرگان واقع شده است و فرستنده اصلی تلویزیون شهر نیز بر روی آن واقع شده است. پوشش گیاهی آن نیز درخت و درختچه‌های سرو می‌باشد. نوع خاص ارتفاع باعث به وجود آمدن سایت پروازی بر روی قسمت‌هایی از آن شده است که علاقه‌مندان برای انجام پروازهای سبک با انواع چترو پاراگلایدر از آن بهره می‌برند.

### چشمه گل رامیان
گل رامیان عمیق‌ترین چشمه آب سرد جهان می‌باشد. در کیلومتر ۵ جاده رامیان به شاهرود چشمه بزرگ و طبیعی به ابعاد ۹۰ در ۸۰ متر و عمق آن را تا ۸۰ متر نیز نوشته‌اند که از آن به دالان بهشت تعبیر می‌کنند وجود دارد از این چشمه می‌توان به یک استخر طبیعی بزرگ یا یک دریاچه کوچک نام برد این چشمه از یک طرف به کوه و جنگل و از طرف دیگر به زمین‌های کشاورزی مشرف می‌باشد.
گل رامیان در نزدیکی گونه درختی زربین قرار گرفته است. زربین رامیان عظیم‌ترین منبع زربین باقی‌مانده در جهان می‌باشد که خوشبختانه هنوز به دست بشر نابود نگشته است.
کوه قلعه موران، پایتخت ییلاقی اشکانیان و دژ عهد سلوکیان نیز از این محل قابل رویت می‌باشد. این کوه، قلعه موران، همان‌جایی است که در کناره خود، منطقه اترک چال، تنها ذخیره گاه درختان سرخدار جهان را

### ابشارهای هفت‌گانه ی شیر آباد و غار دیو سپید
ابشارهای شیر آباد در هفت کیلومتری شهر خان ببین و در روستای شیر آباد واقع شده است، این آبشار هه دارای هفت آبشار پشت سر هم است و در بین آبشار دوم و سوم غار دیو سپید واقع شده است ک همان غار معروف خان هفتم رستم در شاهنامهٔ فردوسی است. تنها سمندر سفید گرگانی در جهان ک درحال انقراض است در این غار زندگی می‌کند. وجود پارک‌های جنگلی و چشمه سارهای گوناگون بر زیبایی این مکان افزوده است، این مکان دارای دستشویی، هتل، رستوران و تمامی امکانات است، ضمن این که آبشار سوم آن به عنوان عروس ابشارهای ایران شناخته و آبشار اول ان با عمق ۳۰ متر از گودترین ابشارهای ایران به‌شمار می‌رود، طبیعت بکر و دست نخوردهٔ ان زبان زد عام و خاص نیزهست
گونه‌های وحشی پلنگ، خرس، گاو وحشی، سمندر گرگانی (تنها زیستگاه سمندر گرگانی در جهان) مرال، در این جنگل یافت می‌شود

## جغرافیا و آب و هوا
در محدوده جغرافیایی ۵۴ درجه تا ۵۶ درجه طول شرقی و ۳۶٫۳۰ تا ۳۸٫۱۵ عرض شمالی و در بین استان‌های مازندران، سمنان و خراسان شمالی قرار دارد. گلستان با کشور ترکمنستان نیز همجوار و دارای ۳۴۸ کیلومتر مرز خاکی و ۹۰ کیلومتر مرز آبی با این کشور است. این استان به‌دلیل جایگاه جغرافیایی ویژهٔ خود از آب و هوای گوناگونی برخوردار است. بخشی از رشته‌کوه البرز شرقی از غرب به سوی شرق استان کشیده شده که گرایش زیادی به سوی شمال شرقی دارد و رفته‌رفته از بلندی کوه‌های آن کاسته می‌شود. شاهوار با بلندی ۳۳۲۰ متر از سطح دریا، که بلندترین قلهٔ استان است، در جنوب غربی استان جای دارد. در پایه این بلندی‌ها، به‌ویژه در جنوب و شرق استان، کوهپایه‌هایی از رسوب‌های دانه ریز و دانه درشت دیده می‌شود که سفره‌های آب زیرزمینی فراوانی را در خود دارند و به صورت چاه و قنات از آن‌ها بهره‌برداری می‌شود. بخش زیادی از پهنهٔ استان گلستان به صورت جلگه است. در بخش جلگه‌ای دو گونه آب و هوا دیده می‌شود. بیش از ۳/۲ این جلگه آب و هوای خشک و نیمه خشک دارد که هر چه به سوی شمال و مرز ترکمنستان نزدیک می‌شویم بر خشکی آن افزوده می‌شود. ۳/۱ دیگر، که مانند نواری سبز بین بخش کوهستانی در جنوب و بخش خشک و نیمه‌خشک در شمال جای گرفته است، آب و هوای معتدلی دارد و از نظر کشاورزی بسیار پر بازده است. بیش‌تر شهرها و روستاهای استان نیز در این ناحیهٔ سرسبز جای گرفته‌اند. دو تودهٔ هوا در تعیین آب و هوای استان نقش مهمی دارند. تودهٔ شمالی از سیبری به استان وارد می‌شود و طی پاییز و زمستان با ریزش برف در بلندی‌های جنوبی و باران در کوه‌پایه‌ها و نوار معتدل میانی همراه می‌شود. تودهٔ دیگر، تودهٔ غربی از اقیانوس اطلس و دریای مدیترانه سرچشمه می‌گیرد و در زمستان به بارندگی و در تابستان به افزایش رطوبت و شرجی شدن هوای استان می‌انجامد؛ بنابراین، بیش‌ترین بارندگی در ماه‌های زمستان و کم‌ترین آن در ماه‌های تابستان دیده می‌شود. با این همه، نیمهٔ شمالی استان، بخش نیمه‌خشک و خشک، از کم‌ترین بارندگی بهره‌مند است و به‌دلیل تبخیر زیاد آب، زمین‌های شور و کم‌بازده نیز بسیار دارد.

## راه‌های ارتباطی
استان گلستان از طریق راه‌آهن سراسری ایران (راه‌آهن شمال) از شهر گرگان تا بندر ترکمن و از آنجا به ساری و سوادکوه و گرمسار و تهران متصل شده است. همه ساله به‌دلیل موقعیت خوب استان در مسیر مسافرین عازم به مشهد از سمت استان مازندران پذیرای هزاران گردشگر ایرانی است. همچنین شبکه ریلی سراسری ایران نیز تا اینچه برون در مرز ترکمنستان هم رسیده است. قرار است بزودی عملیات احداث دو خط راه‌آهن گرگان-بجنورد-مشهد و اینچه‌برون-شاهرود-طبس آغاز شود.
استان گلستان بیش از پنج هزار کیلومتر راه اصلی و فرعی دارد. مهم‌ترین محور دسترسی به استان گلستان، محور بزرگراه ساری-بهشهر-گرگان است که به عنوان جاده کناره شهرت دارد. ادامه این محور از طریق بجنورد و قوچان به مشهد و از آنجا به سرخس منتهی می‌شود. در سال ۱۳۸۹ خورشیدی ۳۰۰ هزار اصله نهال در حاشیه راه‌های گلستان غرس شد.
استان گلستان از داشتن یک متر آزادراه محروم است؛ دو برنامه بزرگ آزادراه مشهد-بجنورد-گرگان و آزادراه گرگان-ساری-رشت در دست احداث هستند فقط فازهای مربوط به حوزه استحفاظیه استان گلستان در انتظار تصویب توسط دولت هستند.
از فرودگاه بین‌المللی گرگان پروازهایی به تهران، مشهد، زاهدان، تبریز، سنندج، شیراز، قشم، اکتائو، بغداد، رشت، چابهار، عسلویه، بندرعباس، نجف و اهواز به‌طور منظم برقرار است. همچنین فرودگاه کلاله که در شرق شهر کلاله است، ارتباط هوایی تهران و این شهر را برقرار می‌نماید. بندر ترکمن که روزگاری نقشی مهم در ارتباطات دریایی ایران داشت، اهمیت خویش را از دست داده و تنها جهت حمل سوخت مورد استفاده قرار می‌گیرد.

## جغرافیا
میزان بارندگی در استان گلستان هر چند از دو استان شمالی مازندران و گیلان کم‌تر است، اما نسبت به استان‌های دیگر بسیار بهتر است و میانگین بارش سالانهٔ آن ۳ برابر میانگین بارش سالانه کشور است. مجموع حجم آب‌های سطحی و زیرزمینی استان بیش از ۲۴۰۰ میلیون متر مکعب است که ۵۲ درصد آن را آب‌های سطحی و ۴۸ درصد آن را آب‌های زیرزمینی تشکیل می‌دهند. آب‌ها سطحی در بیش از ۴۰ شاخه رود جاری هستند که بیش‌تر آن‌ها از جنوب به شمال و از شرق به غرب جریان دارند. رود اترک، گرگان‌رود و رود قره‌سو، سه رود مهم استان گلستان هستند.

### رود اترک
این رود از کوه‌های هزارمسجد خراسان سرچشمه می‌گیرد و نزدیک ۱۲۰ کیلومتر آن، مرز آبی ایران و ترکمنستان را می‌سازد. این رود سرانجام در خلیج حسین‌قلی به دریای خزر می‌ریزد.

### گرگان‌رود
این رود از دامنه‌های شمالی البرز شرقی و دامنه‌های غربی بلندی‌های خراسان سرچشمه می‌گیرد و پس از گذشتن از شهرهای گنبد کاووس و آق‌قلا، در غرب روستای خواجه‌نفس با تشکیل دلتای بزرگی به دریای خزر می‌ریزد. رودهای کوچک زیادی، مانند زاو، دوغ، تیل‌آباد، رامیان و محمدآباد، به گرگان‌رود می‌پیوندند و آن را رود بزرگی می‌سازند. تاکنون سدهای وشمگیر و گلستان ۱ و ۲، که هر سه از گونهٔ سدهای خاکی هستند، روی این رود و شاخه‌های آن ساخته شده است که در بهبود کشاورزی استان سودمند بوده‌اند.

### رود قره‌سو
این رود از کوه‌های النگ در کوه‌های البرز شرقی سرچشمه می‌گیرد و رودهای میاندره، نومل، زیارت، گرماب‌دشت، ناهارخوران و چند رود کوچک دیگر به آن می‌پیوندند و سرانجام به خلیج گرگان می‌ریزد. استان گلستان به‌دلیل بارندگی مناسب از سفره‌های آب زیرزمینی سرشاری بهره‌مند است. این آب‌ها را از راه چاه و قنات به سطح زمین می‌آورند یا خود به صورت چشمه به بیرون راه پیدا می‌کنند. نزدیک ۴ هزار چاه عمیق، ۱۰ هزار
چاه نیمه‌عمیق، بیش از ۲۶۰ قنات و ۳۸۴ چشمه در استان وجود دارد که از آب آن‌ها برای کشاورزی، پرروش ماهی و آب نوشیدنی شهرها و روستاهای استان بهره‌برداری می‌شود. از ۳ تالاب مهم استان، تالاب آلماگل، تالاب آجی‌گل و تالاب آلاگل نیز در زمان پرآبی برای کشاورزی و پروش ماهی بهره‌برداری می‌شود. کوثر، وشمگیر، گرگان، نومل، گرمابدشت، گلستان یک و دو از سدهای مهم استان هستند.

### وضعیت ناهمواری
استان گلستان از نظر ناهمواری به سه ناحیه زیر تقسیم می‌شود: * ناحیهٔ کوهستانی: این ناحیه از ارتفاع ۵۰۰ متری تا بیش از ۳۰۰۰ متر را دربر گرفته و پوشیده از گونه‌های جنگلی و مرتعی است.
- ناحیهٔ کوهپایه‌ای: این ناحیه شامل تپه‌های کوچک بادرُفت، تپه‌ماهورها و بدبوم‌ها است که پوشیده از اراضی جنگلی هستند.
- ناحیه جلگه‌ای و اراضی پست: ارتفاع این ناحیه در حاشیه دریاچه کاسپین و خلیج گرگان پایین‌تر از سطح دریای آزاد و به تدریج به سمت شرق به ارتفاع افزوده می‌شود. این منطقه محل استقرار شهرها و بیشتر روستاهای استان است. به لحاظ تراکم جمعیت، اراضی کشاورزی، صنایع، دامپروری از اهمیت بسزایی برخوردار است.

### جنگل و منابع طبیعی
نزدیک ۱۸ درصد از سطح این استان را جنگل‌ها پوشانده‌اند، اما چرای بی‌رویهٔ دام‌ها، گسترش زمین‌های کشاورزی، برداشت بی‌رویه از جنگل، آتش‌سوزی و سیلاب‌هایی که در این چند ساله در استان رخ داد، آسیب زیادی به جنگل‌ها استان وارد کرده است. بلوط، ممرز، راش، توسکا، لرگ و انجیلی از گونه‌های درختی جنگل‌ها استان هستند که از بلندی ۳۰۰ متری تا ۲۵۰۰ متری رویش دارند.
در بلندی‌های بیش از ۲۵۰۰ متر نیز درختان سرو کوهی (اورس) به صورت پراکنده دیده می‌شوند. در بخش‌هایی بازسازی شدهٔ زمین‌های جنگلی، گونه‌هایی از کاج و درختان میوه دار، مانند گردو و زیتون، نیز کاشته شده است. نزدیک ۵۰ درصد از سطح استان را مرتع‌ها پوشانده‌اند که دام‌داران کوچنده، روستاییان گله‌دار و دامداران کوهستانی از آن‌ها بهره‌برداری می‌کنند. بیش از ۷۳ درصد مرتع‌های استان از نوع فقیر، نزدیک ۱۵ درصد متوسط و کم‌تر از ۱۲ درصد از نوع خوب است. سالانه بیش از ۵/۲ میلیون واحد دامی در مرتع‌های استان چرا می‌کنند. چرای بی‌رویه آسیب‌زیادی به مرتع‌های استان زده و میزان مرتع فقیر را افزایش داده است. این در حالی‌ست که مرتع‌ها این استان گونه‌های گیاهی باارزشی را در خود دارند.

## جانوران
در استان گلستان شاپرکی به نام شاپرک گلستانی زندگی می‌کند که بومی این منطقه است؛ و آخرین ببر هیرکانی درهمین استان به قتل رسید و این استان بزرگ‌ترین زیستگاه گونه‌های جانوری ایران می‌باشد و تعداد زیادی پلنگ و خرس قهوه ای و روباه ترکمنی و… در استان گلستان زندگی می‌کنند.

## رسانه

### صدا و سیمای گلستان
صدا و سیمای گلستان در سال ۱۳۸۳ راه‌اندازی شد. شبکه سبز تنها شبکه ویژه استان گلستان است. این شبکه در ۲۷ اسفند سال ۱۳۸۳ به عنوان بیست و پنجمین شبکهٔ استانی کشور به بهره‌برداری رسید. هم‌اکنون شبکهٔ استانی سیما بیش از ۹۴ درصد جمعیت استان گلستان را تحت پوشش قرار می‌دهد. ضمن اینکه این شبکه در مناطق شرقی و مرکزی استان مازندران و حتی در غرب مازندران تنکابن در صورت مساعد بودن شرایط آب و هوا قابل دریافت است.